# Cliff Clinkscales
Clifford Clinkscales, detto Cliff (Queens, 11 marzo 1984), è un ex cestista e allenatore di pallacanestro statunitense, professionista nella NBDL.

## Palmarès
- 3 volte miglior passatore NBL Canada (2017, 2018, 2019)